# OR Tambo International Airport
OR Tambo International Airport (IATA: JNB, ICAO: FAOR) is een grote luchthaven dicht bij de stad Johannesburg in Zuid-Afrika. Het is een luchthaven voor binnen- en buitenlandse vluchten en is de drukste luchthaven van Afrika, die in 2007 gebruikt is door ongeveer 19,5 miljoen passagiers. De luchthaven is de grootste hub van South African Airways (Suid-Afrikaanse Lugdiens), de luchtvaartmaatschappij van Zuid-Afrika.

## Geschiedenis
De luchthaven werd in 1952 opgericht als Jan Smuts-Lughawe/Airport, twee jaar na de dood van Jan Smuts. Dit was voorheen nog terug te zien in de vorige ICAO-code van het vliegveld: FAJS. Deze is per 10 januari 2013 veranderd van FAJS naar FAOR (ORTIA, OR Tambo International Airport).
In de jaren 70 werd de luchthaven gebruikt voor tests met de Concorde, om te zien hoe deze reageerde bij het opstijgen en landen ver boven zeeniveau (de luchthaven ligt op 1694 meter hoogte).
Door de sancties die de Verenigde Naties Zuid-Afrika oplegden in de jaren 80, konden de meeste maatschappijen de luchthaven niet langer aandoen. Daarnaast weigerden de andere landen in Afrika om South African Airways door hun luchtruim te laten vliegen, waardoor de vliegtuigen van deze maatschappij een omweg over zee moesten maken.
Toen de apartheid in 1994 ten einde kwam, werden de sancties opgeheven en werd het vliegveld van naam veranderd in Johannesburg International Airport. Een tweede naamsverandering volgde in 2006, toen men besloot het vliegveld te vernoemen naar Oliver Tambo, een voormalig president van het Afrikaans Nationaal Congres.
In 1996 nam OR Tambo de plek over van Caïro International Airport als drukste luchthaven van Afrika en is het na Dubai International Airport de grootste luchthaven van Afrika en het Midden-Oosten. OR Tambo behoort tot de 100 drukste vliegvelden ter wereld.
Op 26 november 2006 landde de Airbus A380 op OR Tambo, de eerste keer dat dit type vliegtuig landde op het Afrikaanse continent.

## Ontwikkeling
Airports Company South Africa heeft de luchthaven uitgebreid in aanloop naar het WK 2010. Deze uitbreiding heeft met name betrekking op de internationale terminal, waar een nieuwe pier gebouwd is voor grote vliegtuigen zoals de Airbus A380, en een nieuwe centrale hal. Daarnaast is de capaciteit van andere voorzieningen, zoals de bagagebanden en de parkeergarages, vergroot.
Het vliegveld heeft een station met aansluiting op de Gautrain-treinverbinding.